# Meryhathor
Meryhathor o Meryt-Hathor, fue un faraón de la dinastía X de Egipto, durante el Primer periodo intermedio.

## Identificación
Considerado el fundador de la dinastía, el reinado de Meryhathor debe de haber empezado alrededor del año 2130 a. C.
Su nombre no se menciona en el Canon real de Turín pero Djehutynakht II, un nomarca del nomo Hare que residía en Hermópolis, ordenó un grafito en tinta que menciona a Meryhathor en las canteras de alabastro de Hatnub: este es hasta ahora el único testimonio sobre este rey.
Hay una disputa respecto a su nombre: como el signo "Hathor" (C9 en la lista de signos de Gardiner) está parcialmente dañado, algunos autores como Edward Brovarski creen que el verdadero nombre de este faraón podría ser Meryibre ("Amado del corazón de Ra") que es algo más cercano a la tradición de Menfis. Además, algunos egiptólogos que apoyan la lectura alternativa también unifican a este rey con su sucesor Neferkare VIII; por lo tanto, no es raro encontrar un faraón Neferkare-Meryibre como fundador de la dinastía X.